# Steven van Heerden
Steven van Heerden (né le 6 août 1993 à Kempton Park) est un coureur cycliste sud-africain, spécialiste des épreuves de poursuite sur piste. Il est notamment octuple champion d'Afrique sur piste.

## Palmarès sur piste

### Championnats d'Afrique
- Pietermaritzburg 2015
  -  Médaillé d'argent de la poursuite par équipes
  -  Médaillé d'argent de l'américaine
- Durban 2017
  -  Champion d'Afrique de poursuite
  -  Champion d'Afrique de poursuite par équipes (avec Nolan Hoffman, Jean Spies et Joshua van Wyk)
  -  Champion d'Afrique de course aux points
  -  Champion d'Afrique de l'américaine (avec Nolan Hoffman)
- Casablanca 2018
  -  Champion d'Afrique de poursuite par équipes (avec Joshua van Wyk, Jean Spies et Gert Fouche)
  -  Champion d'Afrique de course aux points
  -  Médaillé d'argent du scratch
  -  Médaillé de bronze de la poursuite
- Pietermaritzburg 2019
  -  Champion d'Afrique de l'américaine (avec Joshua van Wyk)
  -  Médaillé d'argent de l'omnium
- Le Caire 2020
  -  Champion d'Afrique de l'américaine (avec Joshua van Wyk)
  -  Médaillé d'argent de l'omnium
  -  Médaillé de bronze de la poursuite par équipes
  -  Médaillé de bronze de la course aux points

### Championnats nationaux
- 2015
  -  Champion d'Afrique du Sud de poursuite par équipes (avec Jac-Johann Steyn, Jared Poulton et Jean Spies)
- 2016
  -  Champion d'Afrique du Sud de poursuite individuelle
- 2017
  -  Champion d'Afrique du Sud de course aux points
- 2018
  -  Champion d'Afrique du Sud de l'omnium
  -  Champion d'Afrique du Sud de poursuite par équipes (avec Nolan Hoffman, David Maree et Gert Fouche)
  -  Champion d'Afrique du Sud de l'américaine (avec Nolan Hoffman)
  -  Champion d'Afrique du Sud de course aux points
- 2019
  -  Champion d'Afrique du Sud de l'omnium

## Palmarès sur route

### Par année
- 2017
  - 1re étape de la Jock Classic
  - Tour de Windhoek :
    - Classement général
    - 2e étape (contre-la-montre par équipes)

  - 2e de la Jock Classic
- 2018
  - 4e étape du Tour de Limpopo
  - TrapNET 360
  - Bestmed Satellite Classic
- 2019
  - Fast One Cycle Race
  - Tour Durban
  - 2e du 100 Cycle Challenge

### Classements mondiaux
| Année           | 2018 |
| --------------- | ---- |
| UCI Africa Tour | 168e |